# キリストの墓を訪れた三人のマリア (カラッチ)

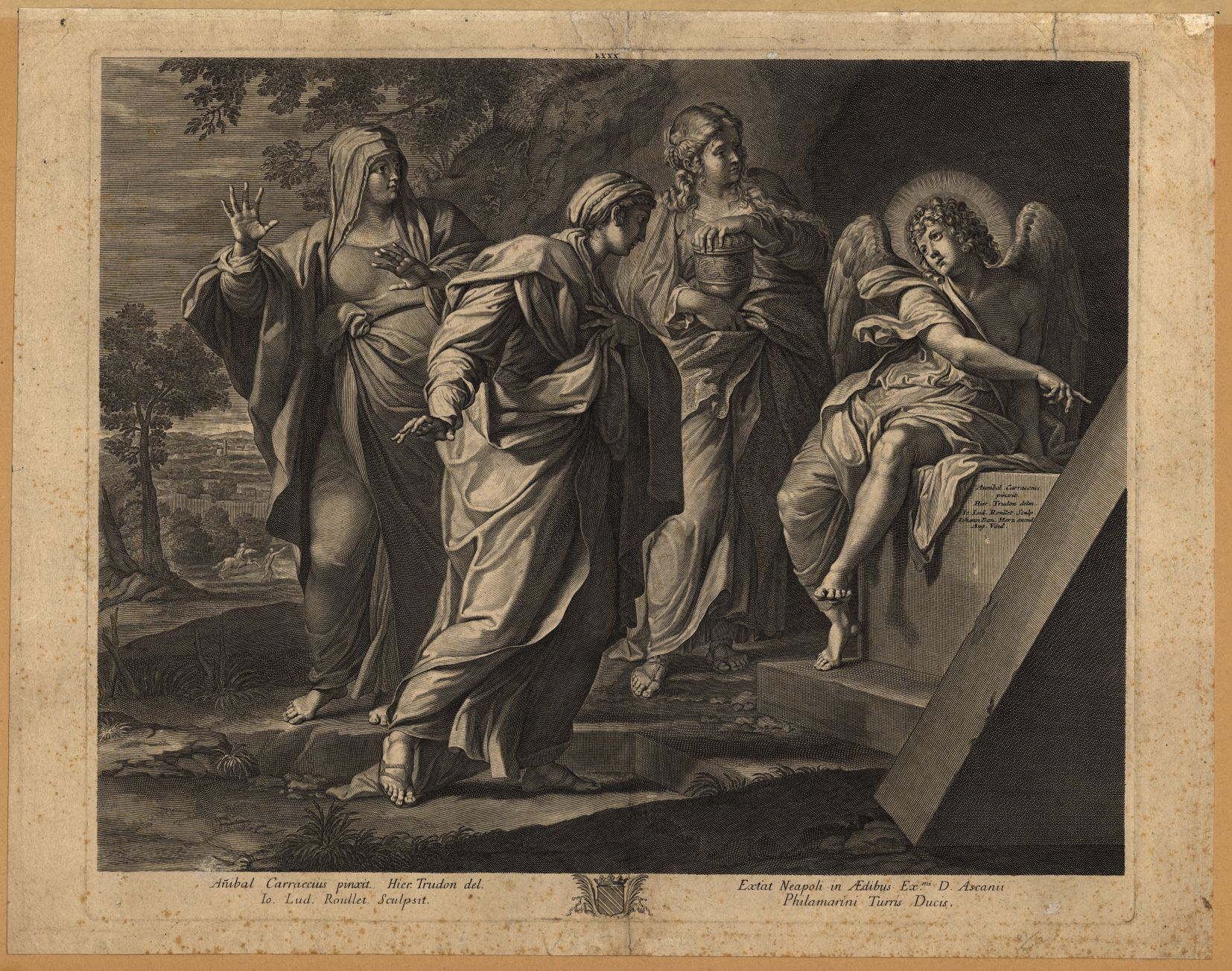
本作にもとずくジャン＝ルイ・ルレ (Jean-Louis Roullet) の版画、1680-1695年

『キリストの墓を訪れた三人のマリア』（キリストのはかをおとずれたさんにんのマリア、露: Святые жёны-мироносицы у гроба воскресшего Христа、英: The Three Marys at the Tomb）は、イタリアのバロック絵画の巨匠アンニーバレ・カラッチが1598年にキャンバス上に油彩で制作した絵画である。画面には、『新約聖書』中の「マルコによる福音書」 (16章1-6) に叙述されているイエス・キリストの墓を訪れた三人の女性たちが描かれている。作品はリュシアン・ボナポルトのものを含むいくつかのコレクションを経た後、1836年にサンクトペテルブルクのエルミタージュ美術館に購入され、以来同美術館に所蔵されている。

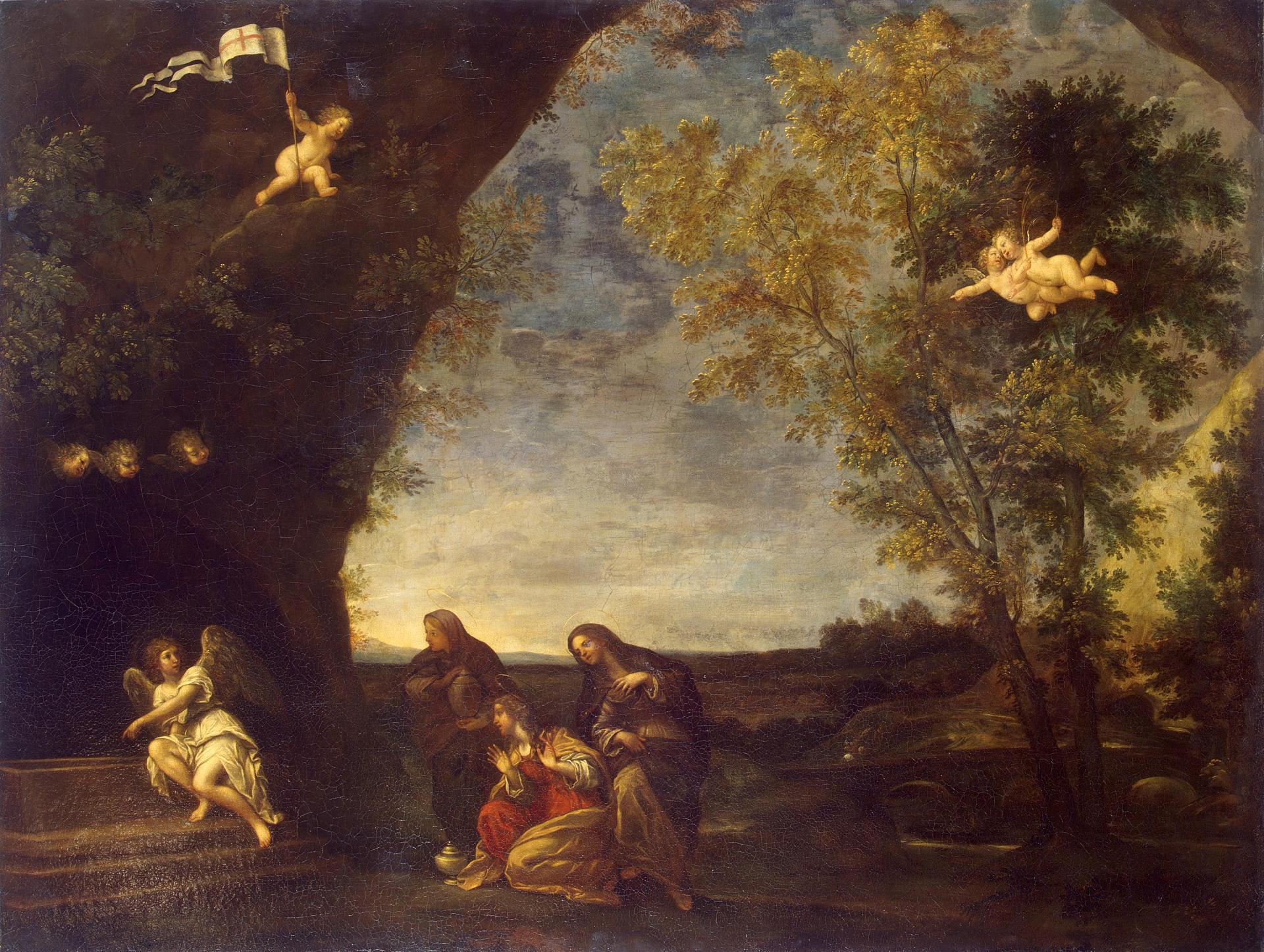
フランチェスコ・アルバーニ (アンニーバレ・カラッチの弟子)『キリストの墓の三人の敬虔な女性』 (1604-1605年)、エルミタージュ美術館

## 作品
アンニーバレは、1595年にオドアルド・ファルネーゼ (枢機卿)によりローマに招聘された。この絵画はボローニャ出身で当時ローマに居住し、サンタ・マリア・マッジョーレ聖堂の司祭であったレリオ・パスクァリーニ (Lelio Pasqualini, 1549-1611年) により委嘱された。作品の異例な構図は、当時、最も重要な古代作品のコレクションを有していたパスクァリーニの古代への興味と関連しているのかもしれない。
画面には、イエス・キリストの墓を訪れたマグダラのマリア (右端の天使の左) 、ヤコブの母マリヤとサロメ (または、キリストの信奉者である他の二人のマリア) が描かれている。彼女たちは、キリストの磔刑の後の日曜日にその墓にやってくるが、天使から空になった墓を示されて、キリストの復活を知る。彼女たちのポーズは驚きで凝固している。ゆったりとした衣服を纏い、正確に輪郭づけられた堂々とした身体は力強く造形され、巧みな人物の配置は古代の浮彫を想起させる。彼女たちは画面を支配しており、大きな色彩の面がさらにいっそう彼女たちの記念碑性を高める。キリスト教の教義の中でもきわめて重要なキリストの復活の主題は、アンニーバレの得意とする身振りによる人物の心理表現と計算された光の使い方により、一幕の劇にまで高められている。
本作は、1600年ごろのフレスコ画である『神々の愛』(ファルネーゼ宮殿) 同様、アンニーバレが当時ローマで活動していた画家たちの様式を融合させた作例の1つである。古代彫刻とアンニーバレの従弟ルドヴィコ・カラッチの影響に加え、ラファエロの、とりわけ彼のカルトンの影響が見られ、アンニーバレの様式を典型的に表している。しかし、いまだに彼の初期の様式との関連性も有している。天使の左にいるマグダラのマリアの赤色と金色の衣服は、15年位前に描かれた『真実と時の寓話』 (ハンプトン・コート) 中の「幸運」、または「幸福」像とほぼ同じである。

1678年の『フェルシーナ・ピットリーチェ (Felsina Pittrice)』で、カルロ・チェーザレ・マルヴァジアは以下のように記述している。
「ナポリの大司教フィロマリーノ枢機卿の甥デラ・トッレ (della Torre) 公爵のナポリの居宅で、一般に『三人のマリア』と呼ばれる有名な絵画を見た。それは、最も優美な『墓碑にいる衣服を身に着けた天使 (Angel in vestments at the monument)』としても知られる、比類ない絵画で、アンニーバレが愛する同郷人、古代愛好家パスクァリーニのために描いたものである。作品は遺産相続により、パスクァリーニから大司教であり教皇使節であったジョヴァンニ・バッティスタ・アグッキ猊下に渡り、彼の死後、前述の枢機卿の所有となった。彼は、絵画を3枚のタピスリーと交換するというイングランド王からの3度の申し出を断った」。
デラ・トッレ公爵は後に作品を売却した。